# Portada/article gener 30

## Tercera Guerra Servil
La Tercera Guerra Servil, també anomenada guerra dels Gladiadors i guerra d'Espàrtac per Plutarc, va ser la darrera d'una sèrie de revoltes d'esclaus, no reeixides ni correlacionades, contra la República de Roma, conegudes de forma col·lectiva com a Guerres Servils. La Tercera Guerra Servil fou tanmateix l'única que amenaçà directament la metròpoli i la que causà més alarma entre la població de Roma a causa del ràpid increment d'efectius que tingué l'exèrcit d'esclaus revoltats entre els anys 73 i 71 aC. La revolta fou finalment esclafada gràcies a l'acció militar comandada per Cras, malgrat que els seus efectes es deixaren sentir encara durant anys sobre la política de Roma.